# Rhagodera laticeps
Rhagodera laticeps es una especie de coleóptero de la familia Zopheridae.

## Distribución geográfica
Habita en la isla de San Benito.